# Agnese di Boemia
Agnese di Boemia (Praga, 1211 – Praga, 2 marzo 1282) è stata una religiosa ceca, dell'Ordine di Santa Chiara, fondatrice del monastero e dell'ospedale di San Francesco ed istitutrice dell'ordine dei Crocigeri della Stella Rossa. È stata proclamata santa da papa Giovanni Paolo II nel 1989.
Non va confusa con l'Agnese di Boemia, morta nel 1268, che fu seconda moglie di Enrico III di Meißen.

## Biografia
Figlia del re di Boemia Ottocaro I e di sua moglie Costanza d'Ungheria (sorella del re di Ungheria Andrea II), era strettamente imparentata ai santi Ludmilla, Venceslao (entrambi suoi avi), Edvige (cognata dello zio Andrea II), Elisabetta (sua cugina prima) e Margherita.
Venne allevata da sant'Edvige nel monastero cistercense di Trzebnica, e poi in quello premostratense di Doksany: all'età di otto anni venne promessa in moglie ad Enrico, figlio ed erede dell'imperatore Federico II di Svevia, e inviata alla corte di Vienna per ricevere una formazione adeguata ad una futura sovrana.
Colpita dal messaggio di Francesco d'Assisi, maturò la sua vocazione religiosa e, con il sostegno di papa Gregorio IX, ruppe il fidanzamento con Enrico e si ritirò a Praga. Nella città boema fondò il primo convento di frati minori della regione (1232) e annesso al convento un ospedale per i poveri: per la sua gestione creò una confraternita laicale (detta dei Crocigeri) che nel 1237 venne elevata dal pontefice al rango di ordine religioso.
Nel 1234 fondò un monastero di clarisse sulle rive della Moldava e santa Chiara vi inviò cinque delle sue religiose: Agnese stessa vi si ritirò l'11 giugno (festa della Pentecoste) dello stesso anno. In seguito ne divenne badessa e conservò tale carica fino alla morte. Venne sepolta nella chiesa di San Giorgio.

## Il culto
Agnese di Boemia divenne oggetto di devozione popolare sin dalla sua morte: il 28 novembre 1874 papa Pio IX ne approvò il culto e le attribuì ufficialmente il titolo di beata. Il 12 novembre 1989 papa Giovanni Paolo II l'ha canonizzata nel corso di una solenne cerimonia in piazza San Pietro.
Memoria liturgica il 2 o 6 marzo.

## Ascendenza
|                        |                    |                        | Genitori                |  |  | Nonni |  |  | Bisnonni              |  |  | Trisnonni              |  |
|                        |                    |                        |                         |  |  |       |  |  | Vladislao I di Boemia |  |  | Vratislao II di Boemia |  |
|                        |                    |                        |                         |  |  |       |  |  | Vladislao I di Boemia |  |  | Vratislao II di Boemia |  |
|                        |                    | Swietoslawa di Polonia |                         |  |  |       |  |  | Vladislao I di Boemia |  |  |                        |  |
| Vladislao II di Boemia |                    |                        |                         |  |  |       |  |  | Vladislao I di Boemia |  |  |                        |  |
|                        |                    | Richeza di Berg        | Enrico I di Berg        |  |  |       |  |  |                       |  |  |                        |  |
|                        |                    | Richeza di Berg        | Enrico I di Berg        |  |  |       |  |  |                       |  |  |                        |  |
|                        |                    | Richeza di Berg        | …                       |  |  |       |  |  |                       |  |  |                        |  |
| Ottocaro I di Boemia   |                    | Richeza di Berg        |                         |  |  |       |  |  |                       |  |  |                        |  |
|                        |                    | Ludovico I di Turingia | Luigi il Saltatore      |  |  |       |  |  |                       |  |  |                        |  |
|                        |                    | Ludovico I di Turingia | Luigi il Saltatore      |  |  |       |  |  |                       |  |  |                        |  |
|                        |                    | Ludovico I di Turingia | Adelaide di Stade       |  |  |       |  |  |                       |  |  |                        |  |
| Giuditta di Turingia   |                    | Ludovico I di Turingia |                         |  |  |       |  |  |                       |  |  |                        |  |
|                        |                    | Edvige di Gudensberg   | Giso IV di Gudensberg   |  |  |       |  |  |                       |  |  |                        |  |
|                        |                    | Edvige di Gudensberg   | Giso IV di Gudensberg   |  |  |       |  |  |                       |  |  |                        |  |
|                        |                    | Edvige di Gudensberg   | Cunegonda di Bilstein   |  |  |       |  |  |                       |  |  |                        |  |
| Agnese di Boemia       |                    | Edvige di Gudensberg   |                         |  |  |       |  |  |                       |  |  |                        |  |
|                        | Géza II d'Ungheria | Béla II d'Ungheria     |                         |  |  |       |  |  |                       |  |  |                        |  |
|                        | Géza II d'Ungheria | Béla II d'Ungheria     |                         |  |  |       |  |  |                       |  |  |                        |  |
|                        | Géza II d'Ungheria | Elena di Rascia        |                         |  |  |       |  |  |                       |  |  |                        |  |
| Béla III d'Ungheria    | Géza II d'Ungheria |                        |                         |  |  |       |  |  |                       |  |  |                        |  |
|                        |                    | Efrosin'ja Mstislavna  | Mstislav I di Kiev      |  |  |       |  |  |                       |  |  |                        |  |
|                        |                    | Efrosin'ja Mstislavna  | Mstislav I di Kiev      |  |  |       |  |  |                       |  |  |                        |  |
|                        |                    | Efrosin'ja Mstislavna  | Ljubava Dmitr'evna      |  |  |       |  |  |                       |  |  |                        |  |
| Costanza d'Ungheria    |                    | Efrosin'ja Mstislavna  |                         |  |  |       |  |  |                       |  |  |                        |  |
|                        |                    | Rinaldo di Châtillon   | Enrico di Châtillon     |  |  |       |  |  |                       |  |  |                        |  |
|                        |                    | Rinaldo di Châtillon   | Enrico di Châtillon     |  |  |       |  |  |                       |  |  |                        |  |
|                        |                    | Rinaldo di Châtillon   | …                       |  |  |       |  |  |                       |  |  |                        |  |
| Agnese d'Antiochia     |                    | Rinaldo di Châtillon   |                         |  |  |       |  |  |                       |  |  |                        |  |
|                        |                    | Costanza d'Antiochia   | Boemondo II d'Antiochia |  |  |       |  |  |                       |  |  |                        |  |
|                        |                    | Costanza d'Antiochia   | Boemondo II d'Antiochia |  |  |       |  |  |                       |  |  |                        |  |
|                        |                    | Costanza d'Antiochia   | Alice di Antiochia      |  |  |       |  |  |                       |  |  |                        |  |
|                        |                    | Costanza d'Antiochia   |                         |  |  |       |  |  |                       |  |  |                        |  |